# Квіткоробот
Квіткоробот — простий електромеханічний пристрій з такими компонентами, як стебло і листя. Використовується в системах домашньої автоматизації та робототехніки. Спершу розроблена Berufsbildende Schule 1 Кайзерслаутерн в 2006 році та пізніше в Університеті Карнегі-Меллона в 2007 році. Квіткові роботи використовуються як інтелектуальні побутові прилади, з такими можливостями, як зондування, просте приведення в рух, і ефекторів, таких як лампи або зволожувач.

## Опис пристрою
Подібно до квітки, роботизована квітка містить такі компоненти, як стебло і листя, маленькі датчики і ефектори, впроваджені в структурі. Квітка робот розроблений в університеті Карнегі-Меллона. Використовували сім ступенів свободи структури, один з них використовується для переміщення штока в напрямку вліво і вправо, а шість інших для переміщення листя. Побудована з використанням простих сервоприводів постійного струму, базова структура робота призводить в рух листя, використовує ІК-датчики, вбудовані на три своїх пелюстки, щоб відстежувати об'єкти.
Розроблена як розумна побутова техніка, роботизована квітка має безліч різних функцій. В першу чергу, квіткаробот використовується як фон чутливого пристрою, вона містить датчики температури, тиску, голосу та інтенсивності світла. На відміну від інших датчиків з аналогічною метою, поява квіткиробота дозволяє їй легше вписатися в різні кімнати, забезпечуючи більш зручне управління. Крім того, квіткаробот за допомогою невеликих рухів може перемішувати листя, створюючи естетично приємне оточення. Інші функції квіткиробота: бачення, запис голосу, освітлення та використання аромату емітера і зволожувач повітря.

## Удосконалення
Удосконаленню квіткиробота сприяв інтерес в дослідженні сплаву з пам'яттю форми, так як такі розумні матеріали можуть краще апроксимувати рух квіткиробота. Група корейських дослідників запропонували в 2007 році на Міжнародній конференції з робототехніки і біотехніки проектування нової квіткиробота з такими матеріалами, а також поліпшення характеристик квіткового робота.